# Ute Schäfer (Politikerin)

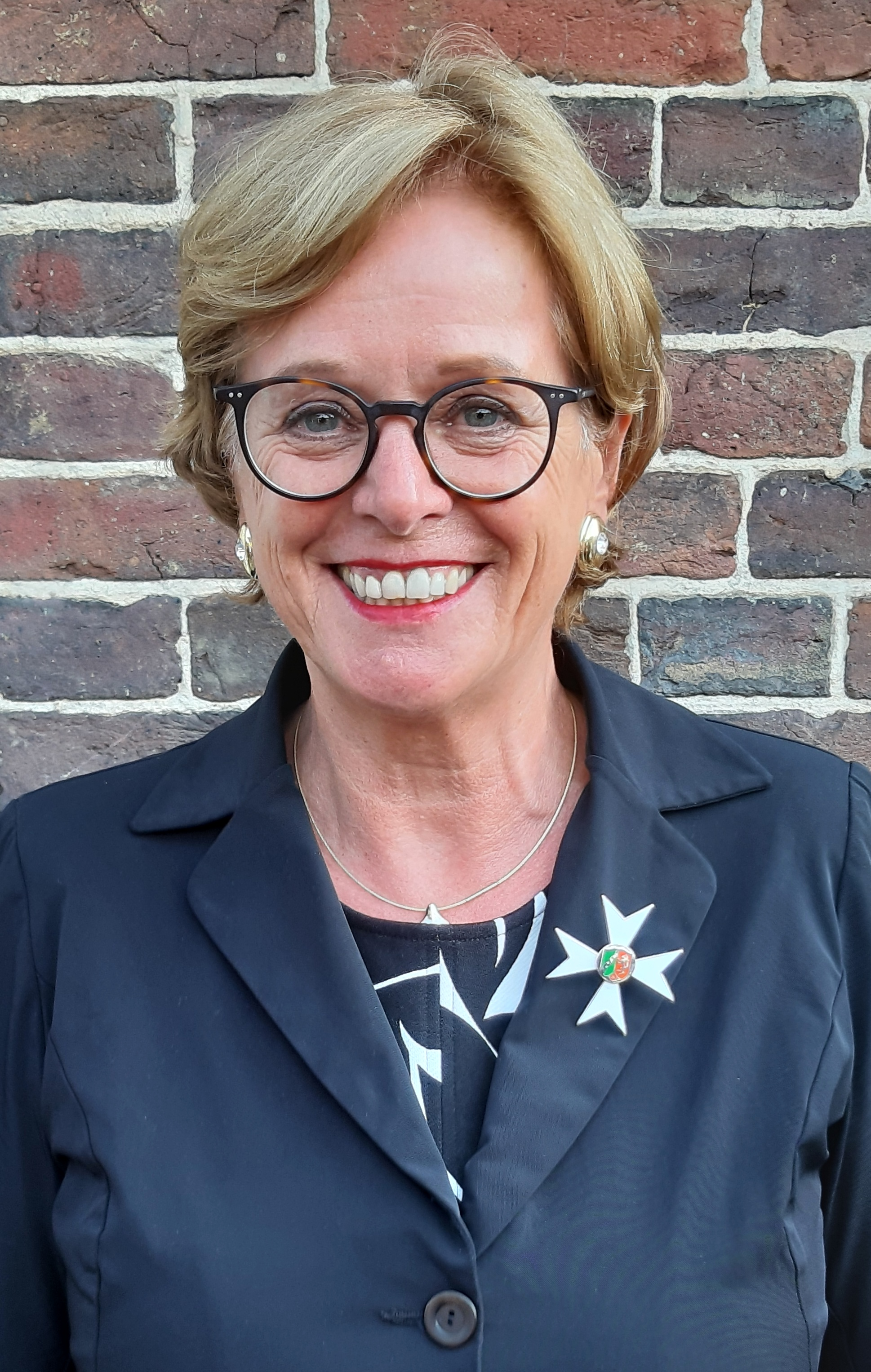
Ute Schäfer (2019) mit dem Verdienstorden des Landes Nordrhein-Westfalen

Ute Schäfer (* 22. März 1954 in Lage, Kreis Lippe) ist eine deutsche Politikerin (SPD).

## Leben und Wirken
Ute Schäfer war nach ihrem Studium (Lehramt an Grund- und Hauptschule, Fachrichtung Englisch, Arbeitslehre/Wirtschaft und Mathematik) an den Pädagogischen Hochschulen Münster und Bielefeld zunächst als Lehrerin, später als Konrektorin an einer Hauptschule und dann an einer Grundschule tätig.
Schäfer, seit 1982 Mitglied der SPD, war von 1998 bis 2000 Mitglied im Parteirat der SPD. Am 2. Juni 2000 wurde sie Mitglied des Landtags Nordrhein-Westfalen. Sie zog für den Landtagswahlkreis Lippe I in das Parlament ein. Am 12. November 2002 wurde sie zur Ministerin für Schule, Jugend und Kinder des Landes Nordrhein-Westfalen ernannt (Kabinett Steinbrück). Bei der von der CDU und der FDP gewonnenen Landtagswahl vom 22. Mai 2005 verlor Ute Schäfer ihr Direktmandat im Wahlkreis 97 (Lippe I) an Heinrich Kemper (CDU), zog aber über die SPD-Landesliste erneut in den Landtag ein. Am 24. Juni 2005 schied Ute Schäfer im Zuge des Regierungswechsels aus dem Ministeramt aus und fungierte in der 14. Legislaturperiode (2005–2010) als stellvertretende Vorsitzende der SPD-Landtagsfraktion.
In die Amtszeit von Ute Schäfer als Schulministerin fällt, dass die Landesregierung den Entwurf für ein einheitliches neues Schulgesetz erfolgreich im Landtag einbrachte. Dadurch wurden die bisherigen sieben Gesetze in einem Schulgesetz zusammengefasst. Das neue Schulgesetz für das Land Nordrhein-Westfalen (Schulgesetz NRW – SchulG) vom 15. Februar 2005 (GV. NRW. S. 102) wurde später nach dem Regierungswechsel von der neuen Koalition in mehreren Punkten geändert.
Bei der Landtagswahl in Nordrhein-Westfalen 2010 konnte sie ihr Direktmandat im Landtagswahlkreis Lippe I mit 45 Prozent der Erststimmen von Heinrich Kemper zurückgewinnen und 2012 verteidigen. Im Kabinett Kraft I übernahm Schäfer das Amt der Ministerin für Familie, Kinder, Jugend, Kultur und Sport. In gleicher Funktion gehörte sie dem Kabinett Kraft II an. Zum 1. Oktober 2015 legte sie auf eigenen Wunsch das Ministeramt nieder. 2017 schied sie aus dem Landtag aus.
Seit 2016 engagiert sich Ute Schäfer ehrenamtlich in verschiedenen Bereichen.
Von April 2016 bis Mai 2021 war sie Vorsitzende des Vorstands der Sportstiftung des Landes Nordrhein-Westfalen. Im annähernd gleichen Zeitraum gehörte sie dem Hochschulrat der Fliedner Fachhochschule der Kaiserswerther Diakonie an.
Im Juni 2016 hat der Senat der Hochschule für Musik in Detmold Ute Schäfer als Mitglied in das Kuratorium bestellt.
Im September 2016 wurde Ute Schäfer zur neuen Vorsitzenden des aufgrund von Rückforderungen des Landes NRW in finanzielle Schieflage geratenen Vereins Literaturbüro OWL in Detmold e. V. gewählt.

## Auszeichnungen
2019 wurde ihr der Verdienstorden des Landes Nordrhein-Westfalen verliehen.